# Fryderyka (operetka)
Fryderyka (niem.: Friederike) – singspiel Franza Lehára w trzech aktach z 1928 roku. Premiera miała miejsce 4 października 1928 roku w Berlinie w Metropol-Theater. Libretto zostało napisane przez Ludwiga Herzera i Fritza Löhnera-Bedę.